# 백낙신
백낙신(白樂莘, ?~?) 은 조선 후기의 탐관오리이다.
철종 때 경상우도 병마절도사가 되어 진주에 부임한 후, 수단과 방법을 가리지 않고 백성의 재산을 약탈했다. 이에 불만을 품은 이윤명 등이 무리를 모아 민란을 일으켜 관리를 죽이고 관청을 파괴하였다(→진주민란). 백낙신은 파면되어 고금도로 유배되었고 재산은 몰수되었다.
고종 초에 다시 등용되어 병인양요 때에 영종진과 행주를 방어하였다.

## 같이 보기
- 진주민란
- 병인양요